# Шульга, Денис Николаевич
Денис Николаевич Шульга (29 июля 1978 года, Калининград, СССР) — российский, узбекский и украинский футболист, полузащитник.

## Карьера
Воспитанник калининградского футбола. Начинал свою взрослую карьеру в  Узбекистане в команде Высшей лиги "Трактор" (Ташкент). Затем полузащитник играл в российском первом дивизионе за "Волгарь-Газпром" и "Балтику". Затем хавбек несколько лет выступал за коллективы из Украины, Казахстана и Узбекистана. Завершил свою карьеру футболист в 2006 году в составе клуба второго дивизиона "Спартак" (Щёлково).